# Kirchberg, Bern
Kirchberg är en ort och kommun i distriktet Emmental i kantonen Bern, Schweiz. Kommunen har 5 889 invånare (2023).